# Gideå
Gideå är en tätort i nordöstra delen av Örnsköldsviks kommun och kyrkbyn i Gideå socken.
Gideå ligger invid Gissjön cirka 30 km nordost om Örnsköldsvik. 
Här ligger Gideå kyrka. Nära Gideå ligger Örnsköldsvik Airport.

## Historia
Gideå tillkom som kyrkplats för Gideå församling, som inrättades 1807 på initiativ av ägarna till Gideå bruk, beläget vid Gideälven cirka 4 km nordost om Gideå. Gideå bruk var i drift 1806–1873.

### Befolkningsutveckling
| Befolkningsutvecklingen i Gideå 1960–2020                                                                        | Befolkningsutvecklingen i Gideå 1960–2020 | Befolkningsutvecklingen i Gideå 1960–2020 | Befolkningsutvecklingen i Gideå 1960–2020 | Befolkningsutvecklingen i Gideå 1960–2020 |
| --- | ----------------------------------------- | ----------------------------------------- | ----------------------------------------- | ----------------------------------------- |
| |                                           |                                           |                                           |                                           |
| År |                                           |                                           | Folkmängd                                 | Areal (ha)                                |
| 1960 | 1960                                      |                                           | 179                                       | ¤                                         |
| 1965 | 1965                                      |                                           | 200                                       |                                           |
| 1970 | 1970                                      |                                           | 265                                       |                                           |
| 1975 | 1975                                      |                                           | 256                                       |                                           |
| 1980 | 1980                                      |                                           | 283                                       |                                           |
| 1990 | 1990                                      |                                           | 283                                       | 54                                        |
| 1995 | 1995                                      |                                           | 303                                       | 54                                        |
| 2000 | 2000                                      |                                           | 273                                       | 54                                        |
| 2005 | 2005                                      |                                           | 270                                       | 54                                        |
| 2010 | 2010                                      |                                           | 266                                       | 54                                        |
| 2015 | 2015                                      |                                           | 255                                       | 66                                        |
| 2020 | 2020                                      |                                           | 283                                       | 66                                        |
| Anm.: Ny tätort 1965. Namnändring 1980 från Gideåvallen till Gideå. ¤ Som tätortsbebyggelse med 150-199 invånare |                                           |                                           |                                           |                                           |